# Matthäuskirche (Nürnberg)

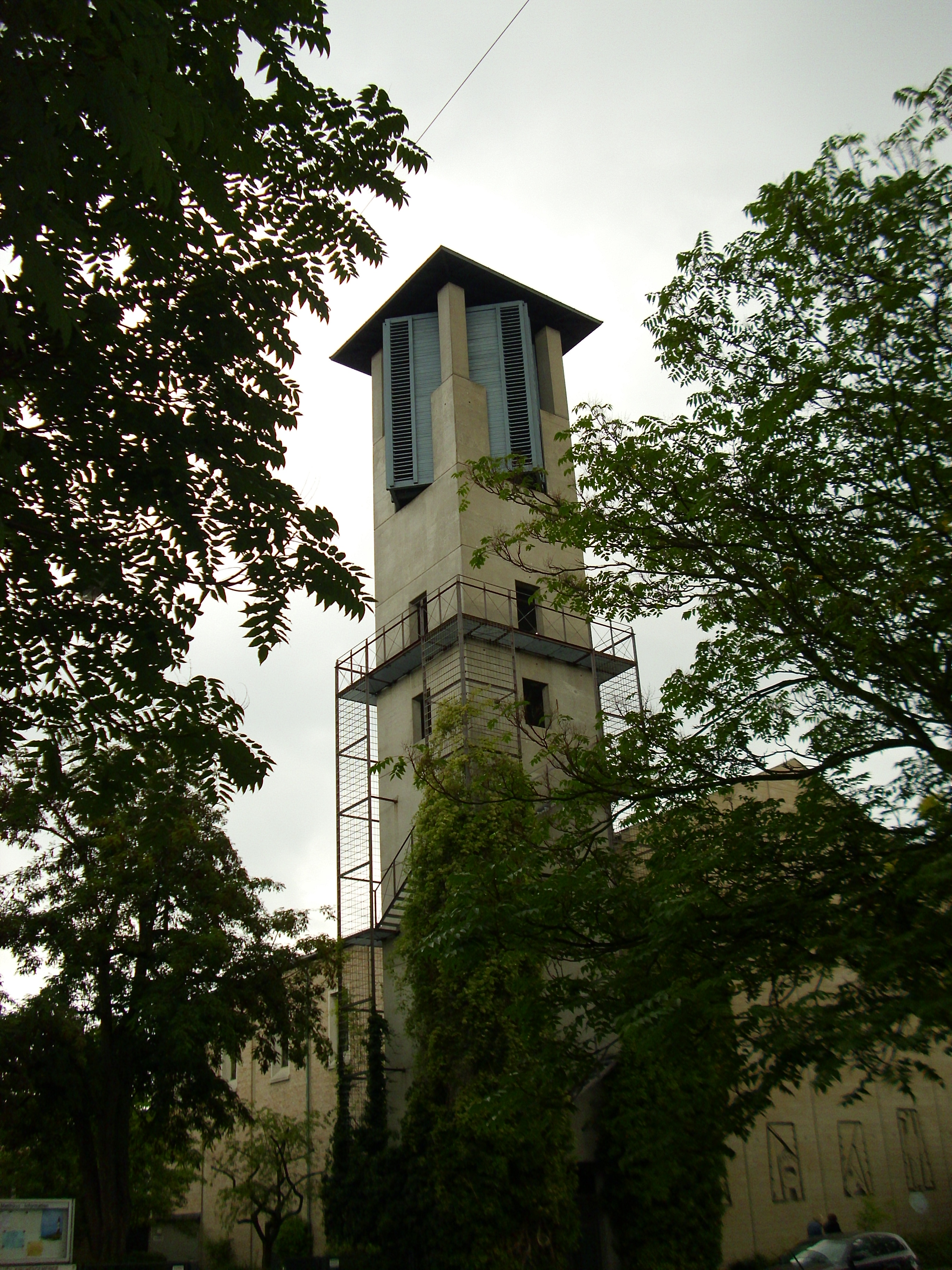
Matthäuskirche

Die Matthäuskirche ist eine evangelisch-lutherische Kirche in Nürnberg. Sie wurde geplant und erbaut unter Leitung des Architekten Wilhelm Schlegtendal und befindet sich in der Rollnerstraße 100 in 90408 Nürnberg im Stadtteil Maxfeld bzw. Nordbahnhof.

## Geschichte
Die Kirche wurde zwischen 1958 und 1960 nach Planungen von Wilhelm Schlegtendal als Basilika errichtet und am 13. März 1960 eingeweiht. Der Turm wurde 1984 neu erbaut, nachdem der erste Turm 1982 wegen Bauschäden gesprengt werden musste.

## Architektur
Der mit einem Satteldach gedeckte Betonbau mit seitlicher Vorhalle und Ziegelsteinausmauerungen hat eine künstlerische wandfeste Ausstattung außen und innen. Die Giebelseiten des Kirchenschiffes sind in Beton gegossen und ohne Öffnungen. Die Fenster sind klein gehalten und mit 3 cm starkem Glas abgeschlossen. So soll die Kirche ein Ort der Stille in der lärmerfüllten Stadt sein.

## Arbeiten der Bildhauer, Maler und Kunsthandwerker
An der westlichen Giebelseite finden sich die Symbole der Evangelisten, geschaffen von Heinz Heiber. 
Ein in der Technik byzantinischer Glasmosaiken gefertigtes 60 m2 großes Mosaik stellt die acht Seligpreisungen dar, in der Mitte den thronenden Christus. Über dem Altar stellt das 15 m hohe Fresko von Kurt Kolbe das Gleichnis von den törichten und den klugen Jungfrauen dar.